# Tectaria lacei
Tectaria lacei är en ormbunkeart som beskrevs av Holtt. Tectaria lacei ingår i släktet Tectaria och familjen Tectariaceae. Inga underarter finns listade.